# Pfarrgarten Saxdorf

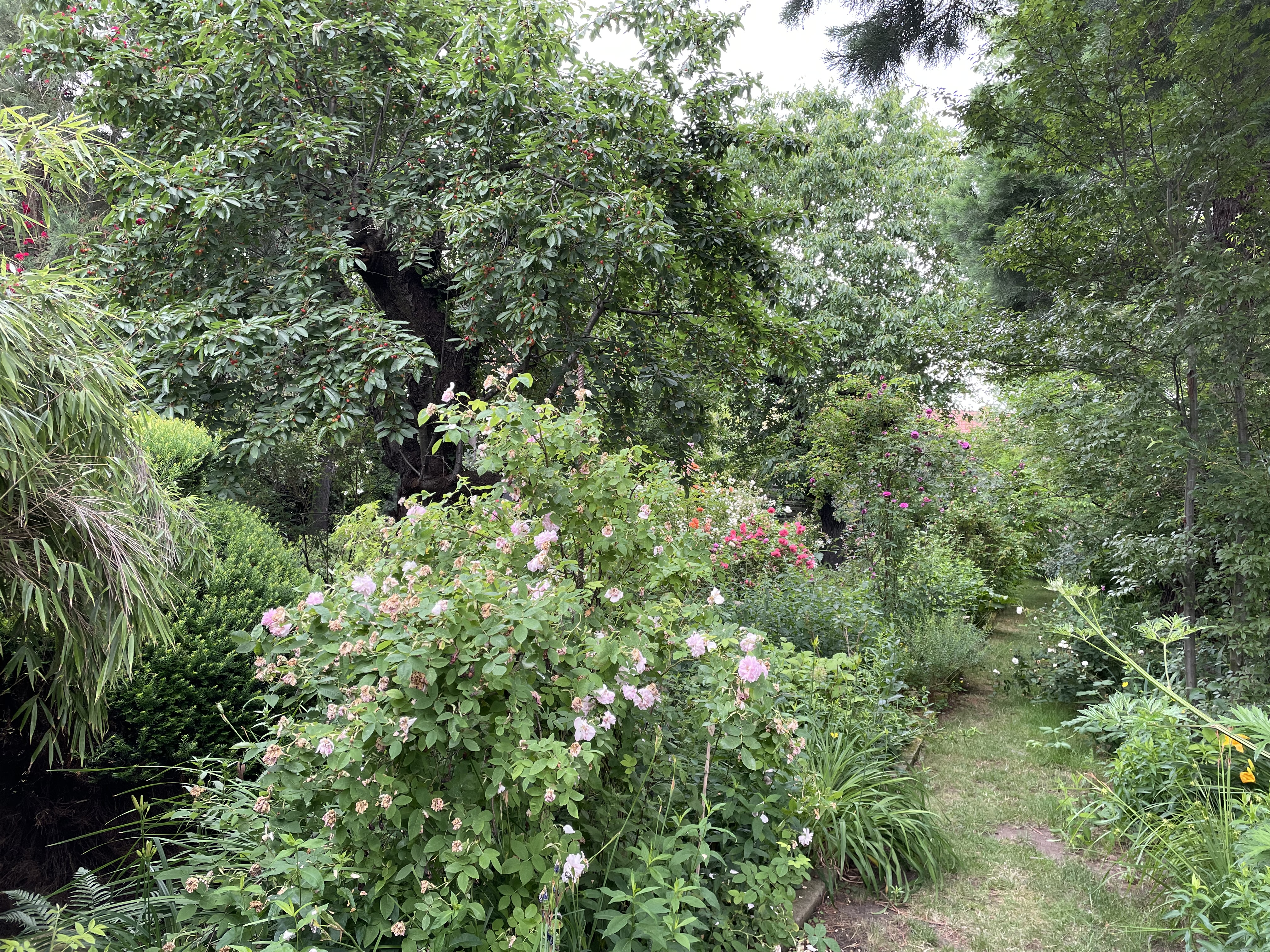
Pfarrgarten Saxdorf (2023)

Der Pfarrgarten Saxdorf liegt im Ortsteil Saxdorf der in der Elbe-Elster-Region gelegenen südbrandenburgischen Kleinstadt Uebigau-Wahrenbrück im heutigen Landkreis Elbe-Elster und umfasst eine Fläche von etwa 4000 Quadratmetern. Der ursprüngliche Pfarrgarten des Pfarrgehöfts der Saxdorfer Dorfkirche wurde seit Ende der 1960er Jahre fortlaufend von dem Künstler Hanspeter Bethke († 2018) zu einem Gartenkunstwerk um- und ausgestaltet.
Die Gartenanlage lockt, nicht zuletzt wegen ihrer Pflanzenvielfalt, jährlich mehrere tausend Besucher an und bildet zudem zusammen mit der benachbarten Dorfkirche aus dem 13. Jahrhundert seit Jahrzehnten den Mittelpunkt zahlreicher Kulturveranstaltungen. Hierzu gehört insbesondere die Veranstaltungsreihe „Saxdorfer Musiksommer“, bei der bereits viele namhafte Kulturschaffende auftraten.

## Lage und örtliches Umfeld
Der Saxdorfer Pfarrgarten liegt in der Mitte des etwa 140 Einwohner zählenden Dorfes Saxdorf, das 1998 zu Wahrenbrück kam und seit 2001 zu Uebigau-Wahrenbrück gehört. Die Städte Bad Liebenwerda, Mühlberg/Elbe und Wahrenbrück sind jeweils etwa 10 Kilometer entfernt gelegen, Torgau etwa 30 Kilometer. Unmittelbar östlich des kleinen Ortes schließt sich das etwa 600 Hektar umfassende Waldgebiet der Grünen Heide an.
Der Pfarrgarten ist Bestandteil eines dreiteiligen Ensembles, zu dem außer dem Garten die inzwischen unter Denkmalschutz stehende und aus der ersten Hälfte des 13. Jahrhunderts stammende Dorfkirche sowie das am Ende des 19. Jahrhunderts entstandene Pfarrhaus gehören. Hinzu kommen eine auch als Veranstaltungspavillon genutzte Galerie auf dem Pfarrhof und ein Gewächshaus. Insgesamt umfasst der Komplex etwa 7500 Quadratmeter. Unmittelbar an der Kirche befindet sich der örtliche Friedhof.
Vor dem zweigeschossigen markanten Klinkerbau des Pfarrhauses steht außerdem ein Gefallenendenkmal zu Ehren der im Ersten Weltkrieg gefallenen Dorfbewohner als weiteres Baudenkmal. Andere Baudenkmäler in unmittelbarer Nähe sind eine historische Kumthalle am Mittelweg 3, die auf die Zeit zwischen 1830 und 1880 datiert wird, sowie der aus dem 19. Jahrhundert stammende Lehmziegelbau des heutigen Gemeindehauses am Mittelweg 2. Das Steinkreuz am südlichen Eingangsportal der Kirche stand ursprünglich am Ortsausgang in Richtung Kauxdorf; 1980 wurde es an seinen heutigen Standort versetzt.

## Entstehungsgeschichte

### Die Anfänge

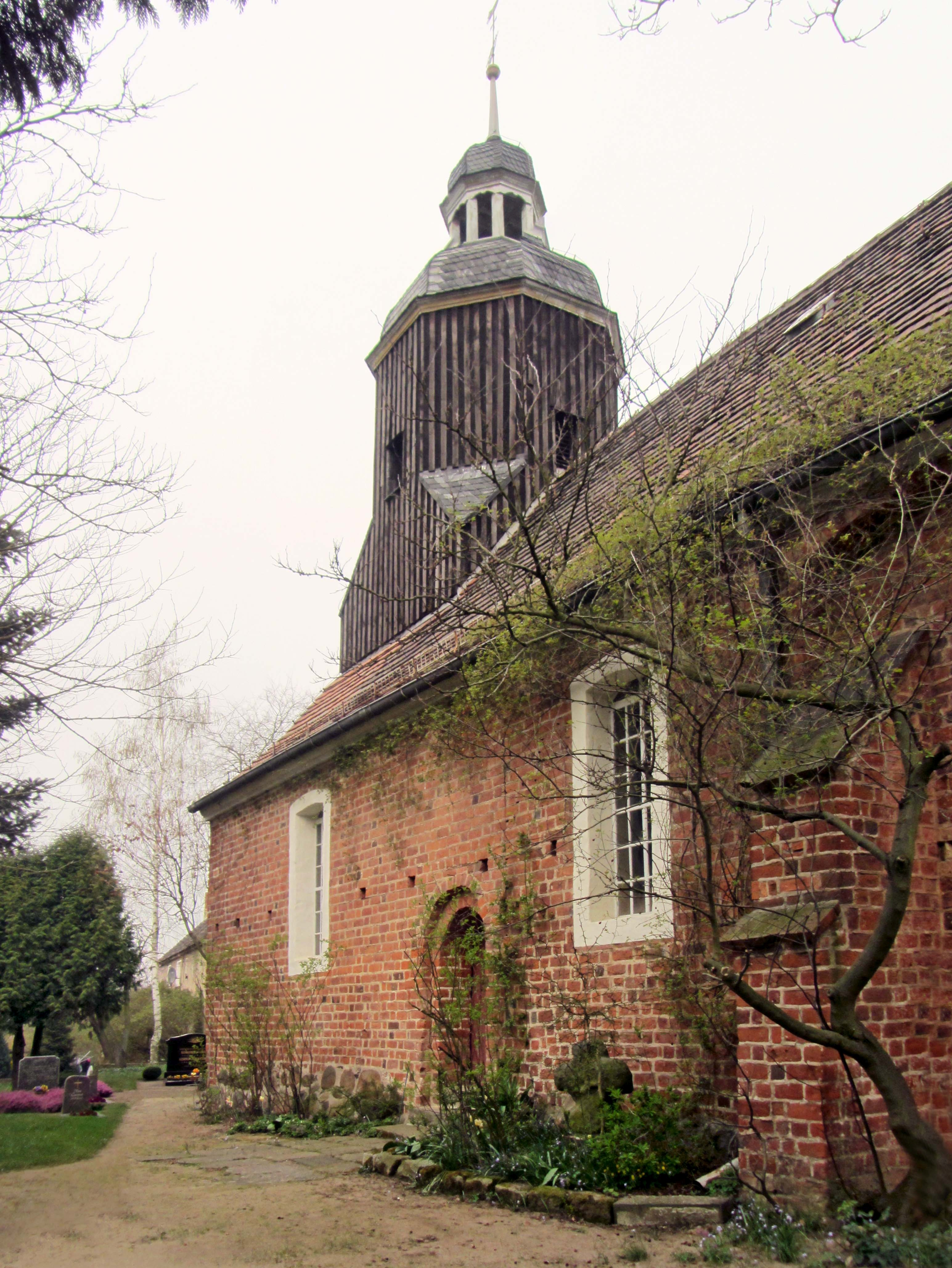
Der historische Backsteinbau Dorfkirche Saxdorf (2014)

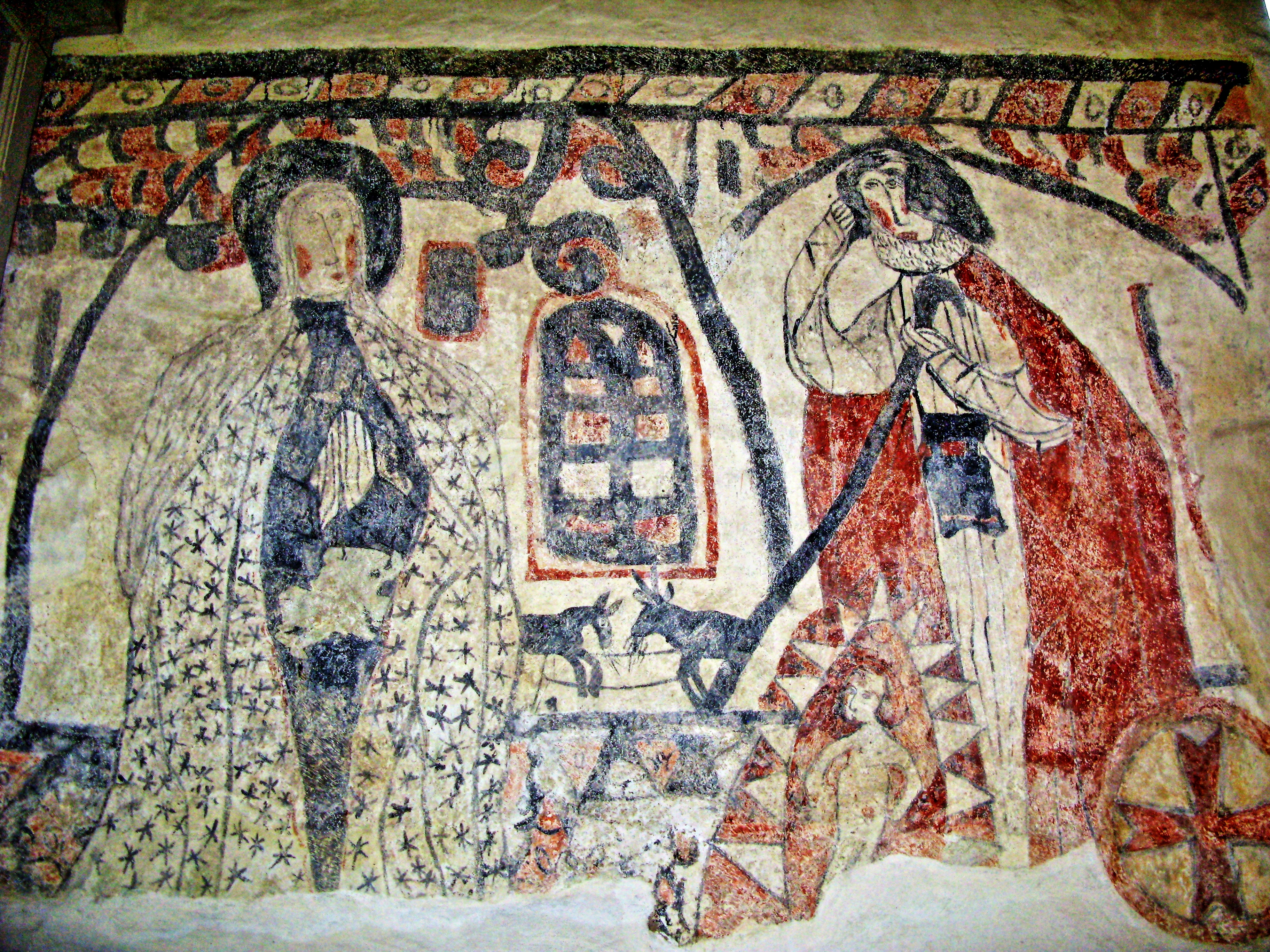
Fresko in der Dorfkirche Saxdorf (2009)

Bei der Saxdorfer Dorfkirche handelt es sich um einen aus Backstein bestehenden spätromanischen Saalbau aus dem 13. Jahrhundert, dem sich im Osten des Kirchenschiffs eine leicht eingezogene Halbkreisapsis anschließt. Im 16. Jahrhundert wurde das Bauwerk während des Schmalkaldischen Kriegs zerstört und später um etwa sechs Meter verkürzt wieder aufgebaut. Dabei entstand die erneuerte Westseite aus Raseneisenstein. Im Westen des Kirchenschiffs ist ein verbretterter oktogonaler Dachturm mit Schweifhaube und Laterne aus dem Jahre 1765 zu finden.
Der etwas südlich gelegene rote Klinkerbau des dazugehörigen Pfarrhauses wurde von 1896 bis 1898 durch den Falkenberger Maurermeister Erler errichtet. Der zwischen Pfarrhaus und Kirche gelegene Pfarrgarten diente nur noch als einfacher Nutzgarten, da er seine ursprüngliche wichtige Bedeutung zur Versorgung der Pfarrersfamilie durch eine halbwegs ausreichende Besoldung der jeweiligen Amtsinhaber zu jener Zeit bereits verloren hatte.
Der junge Pfarrer Karl-Heinrich Zahn (* 1939) übernahm nach seinem Studium im Jahre 1967 die Saxdorfer Pfarrstelle. Einige Jahre zuvor hatte er in Halle den Maler und Grafiker Hanspeter Bethke (1935–2018) kennengelernt, dessen liebevoll gestalteter Schrebergarten in der Stadt kurze Zeit später Erdarbeiten zum Opfer fiel. Bethke siedelte einen Teil seiner Pflanzensammlung nach Saxdorf um und betätigte sich dort fortan – neben seinem malerischen Schaffen in seinem Hallenser Atelier – als Gartenkünstler. Bethke und Zahn begannen mit der Umgestaltung des ursprünglichen Nutzgartens. Karl-Heinrich Zahn hatte die Wohnung im Obergeschoss des Pfarrhauses bezogen und Bethke pendelte zunächst viele Jahre zwischen Halle und Saxdorf. Erst im Jahre 1985 verlegte er seinen ständigen Wohnsitz schließlich ganz nach Saxdorf.
Bethke und Zahn waren von Beginn an sehr umtriebig. So wurde die altehrwürdige, aber sanierungsbedürftige Kirche von 1972 bis 1974 durch Bethke restauriert. Bei den Restaurierungsarbeiten wurden unter anderem mittelalterliche Fresken an der Nordwand sowie Reste von Ornamentmalerei in der Apsis freigelegt. Weiters wurden die spitzbogigen Fenster der Apsis rekonstruiert. Kirche und Garten entwickelten sich recht schnell zum Mittelpunkt vieler kultureller Veranstaltungen – siehe Abschnitt „Saxdorfer Musiksommer“ und andere kulturelle Veranstaltungen.

### Saxdorfs Garten, das Werk eines Malers

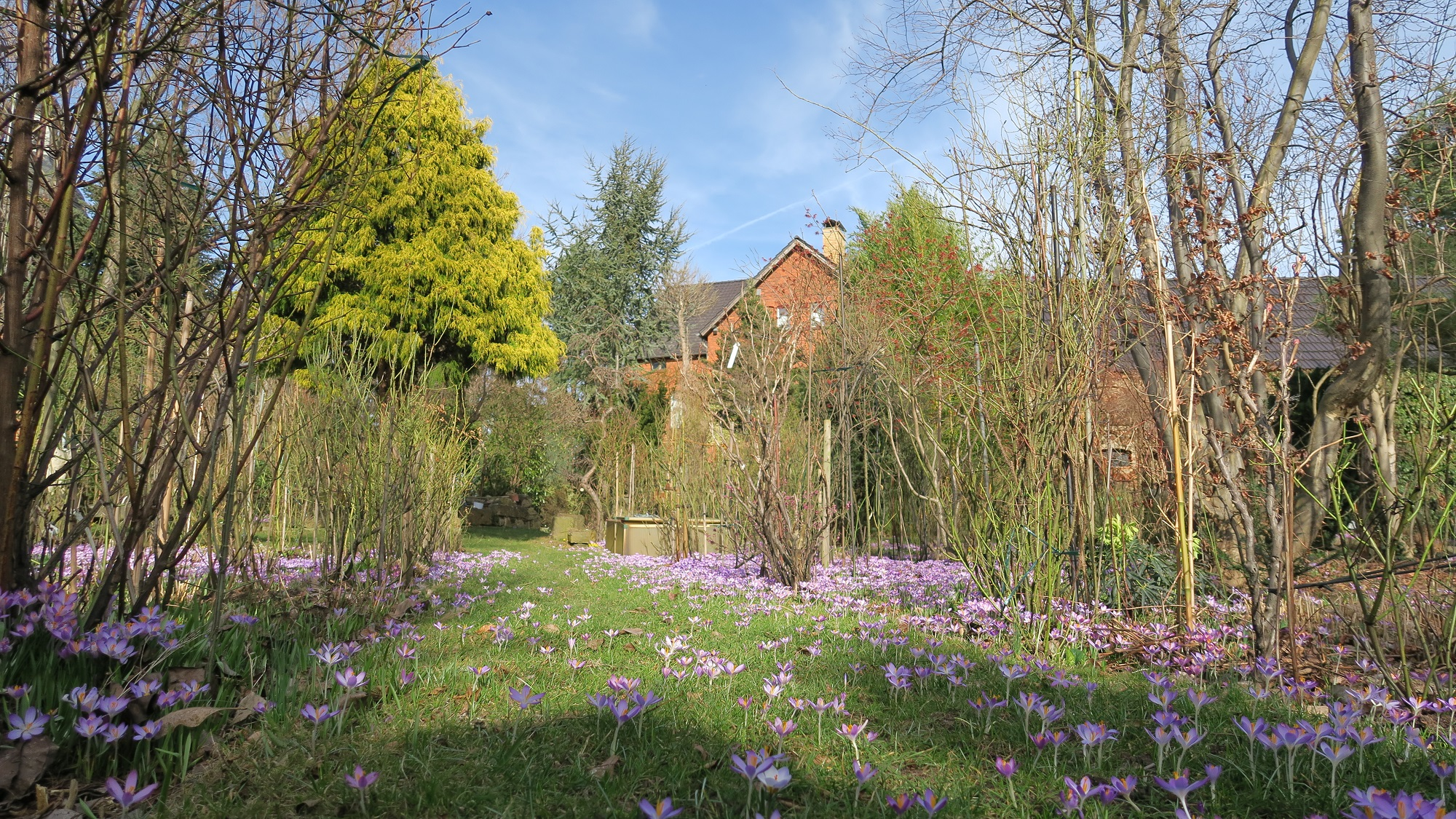
Krokusblüte im März 2017

Der vormals verwilderte Pfarrgarten, dessen Erneuerung nach Angaben der beiden Protagonisten mit der Pflanzung eines bis heute existierenden Urweltmammutbaums begann, wurde weiter ausgebaut. Unterstützt durch seinen Lebenspartner Karl-Heinrich Zahn schuf der Künstler Hanspeter Bethke innerhalb von über vier Jahrzehnten auf dem Mitte der 1960er Jahre von Holundern, Brombeeren und Brennnesseln geprägten Grundstück einen besonders vielfältigen Garten. Botanische Raritäten ließen sich zu DDR-Zeiten oft nur durch gute Beziehungen besorgen, Baumaterial wurde mitunter von der örtlichen Müllkippe geholt. Schon damals galt der Garten als viel besuchte Sehenswürdigkeit, sodass auch Reisegruppen aus dem sozialistischen Ausland über Intourist das kleine Dorf besuchten.

„Saxdorfs Garten ist das Werk eines Malers, der im Winter in seinem Atelier Gartenbilder malte und später im Garten immer wieder neue Farben und Strukturen geschaffen hat. Er hat Pflanzen rausgenommen, anders kombiniert und so immer wieder neue Gartenbilder geschaffen.“

So beschrieb es der Landschaftsarchitekt Jörn Löffler, der im Rahmen seiner im Jahre 2000 entstanden Diplomarbeit Gartenpflegerische Untersuchungen an einem Privatgarten im Bundesland Brandenburg den Saxdorfer Pfarrgarten untersuchte. Bethke selbst beschrieb sein Vorgehen beim Pflanzen später mit den Worten: „Mein Auge ist mein Plan.“
Über 3000 verschiedene Pflanzenarten aus fünf Kontinenten sind heute im Saxdorfer Pfarrgarten zu finden und verleihen ihm den Charakter eines botanischen Gartens. Jörn Löffler zählte in seiner Arbeit davon über 800 auf. Bedeutend sind die großen Bestände an Frühblühern wie Winterlinge, Elfenkrokusse, Schneeglöckchen und Märzenbecher, die den Gartenboden im Frühling und Vorfrühling vollständig bedecken. Der Garten beherbergt zahlreiche Gehölzraritäten (Magnolien, Baumpäonien, Nashi-Bäume, Lederhülsenbäume, Mammutbäume usw.), Stauden und Bambus. Die größte Bambusart des Gartens, die Spectabilis, wird hier nahezu 8 Meter hoch. Das Gewächshaus bietet insbesondere witterungsgeschützten Raum für etwa 150 Kamelienarten. Über dreihundert Sorten historischer und moderner Rosen sind im Pfarrgarten zu finden, denn Bethke betätigte sich hier zudem als Rosenzüchter. Sorten aus seiner Hand sind unter anderem die Strauch- und Kletterrose „Kloster Altzella“ (2006), die Bodendeckerrose „Lenné Rose (LennBo1)“ (2009), die Rose „Maria Josepha vom Elsterschloß“ (2011) und die „Proschwitzer Schlossrose“ (2008), die inzwischen im Handel zu erwerben sind.
Der Künstler verstarb nach längerer Krankheit im Februar 2018 in Saxdorf im Alter von 82 Jahren. Seine letzte Ruhestätte fand er unmittelbar an der Südseite der Kirche zwischen zwei von ihm einst selbst gepflanzten Bäumen.

### Gegenwart und zukünftige Entwicklung

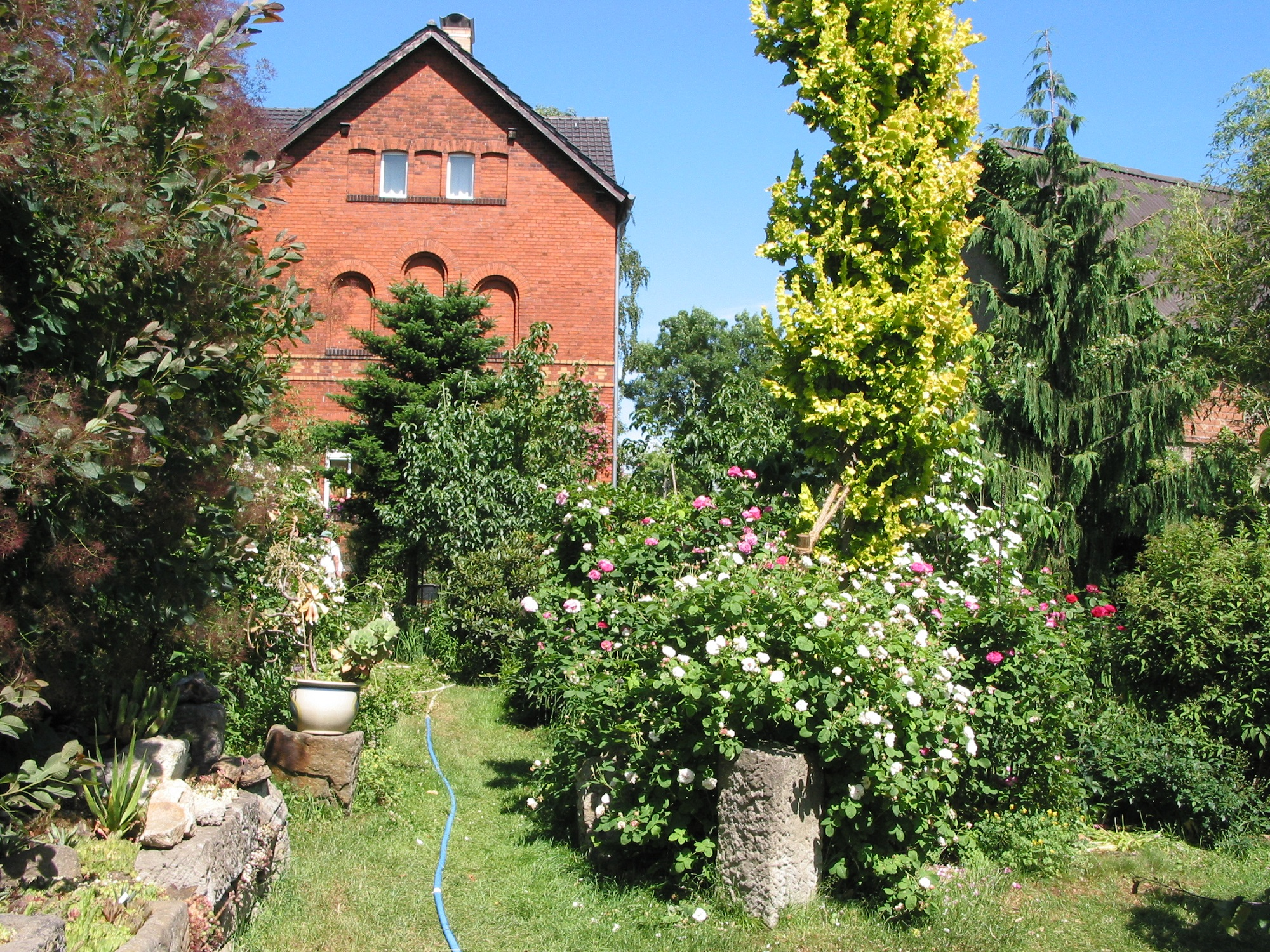
Ansicht mit dem Pfarrhaus im Hintergrund im Juni 2003

Der im Jahre 1992 mit dem Ziel der dauerhaften Erhaltung des Kunstwerks gegründete Verein „Kunst- und Kultursommer Saxdorf“ ist heute Träger der Gartenanlage und zeichnet als Veranstalter der zahlreichen kulturellen Veranstaltungen. Er initiierte 1992 die Errichtung einer Galerie im Pfarrhof und 1996 den Bau eines Gewächshauses.
Inzwischen wird das Ensemble aus Pfarrgarten, Kirche und Pfarrhaus von jährlich mehreren tausend Besuchern aufgesucht. Die Gartenanlage zählt heute zu den schönsten der Region Berlin-Brandenburg. Im Jahre 2012 wurde der Pfarrgarten von Zuschauern des Rundfunks Berlin-Brandenburg (RBB) anlässlich der Sendung „Die 30 schönsten Parks und Gärten“ auf Platz 15 gewählt.
Zeitweise Unterstützung erfuhren die beiden Hauptakteure Bethke und Zahn unter anderem durch eine Arbeitsbeschaffungsmaßnahme und freiwillige Arbeit. Jahrelang war aber erfolglos versucht worden, einen dauerhaften Nachfolger für die Pflege und den Betrieb des Gartens zu finden. Der Trägerverein beauftragte schließlich die Brandenburgische Technische Universität Cottbus-Senftenberg (BTU) für fast 50.000 Euro mit der Erstellung eines Entwicklungs- und Marketingkonzepts, das Anfang 2017 vorgestellt wurde. Es bezieht sich auf das Gesamtpotential des Pfarrgartens und zeigt Handlungsfelder und Lösungen der nachhaltigen Entwicklung auf. Schon im Sommer desselben Jahres wurde eine Uebigauer Gärtnerei mit der Umsetzung und Begleitung der daraus folgenden Maßnahmen beauftragt. Seit 1. Januar 2019 gibt es nun einen hauptamtlichen Gärtner vor Ort. Die Stelle soll unter anderem durch eine Crowdfunding-Aktion finanziert werden. Finanzielle Unterstützung gibt es weiters vom Landkreis Elbe-Elster, dem Europäischen Landwirtschaftsfonds für die Entwicklung des ländlichen Raums (kurz ELER), der Sparkasse Elbe-Elster und privaten Spendern.
Um dieses für die Region in dieser Form einmalige Ensemble für die Nachwelt zu erhalten, gibt es derzeit Bestrebungen, den Denkmalschutz der benachbarten Kirche auf das Pfarrhaus und den Garten zu erweitern. Bereits Löffler hatte seinerzeit in seiner Arbeit darauf verwiesen, dass dies unter Zugrundestellung des Brandenburgischen Denkmalschutzgesetzes (BbgDSchG) möglich ist, und versuchte Anregungen zum Erhalt des Gartens zu liefern.

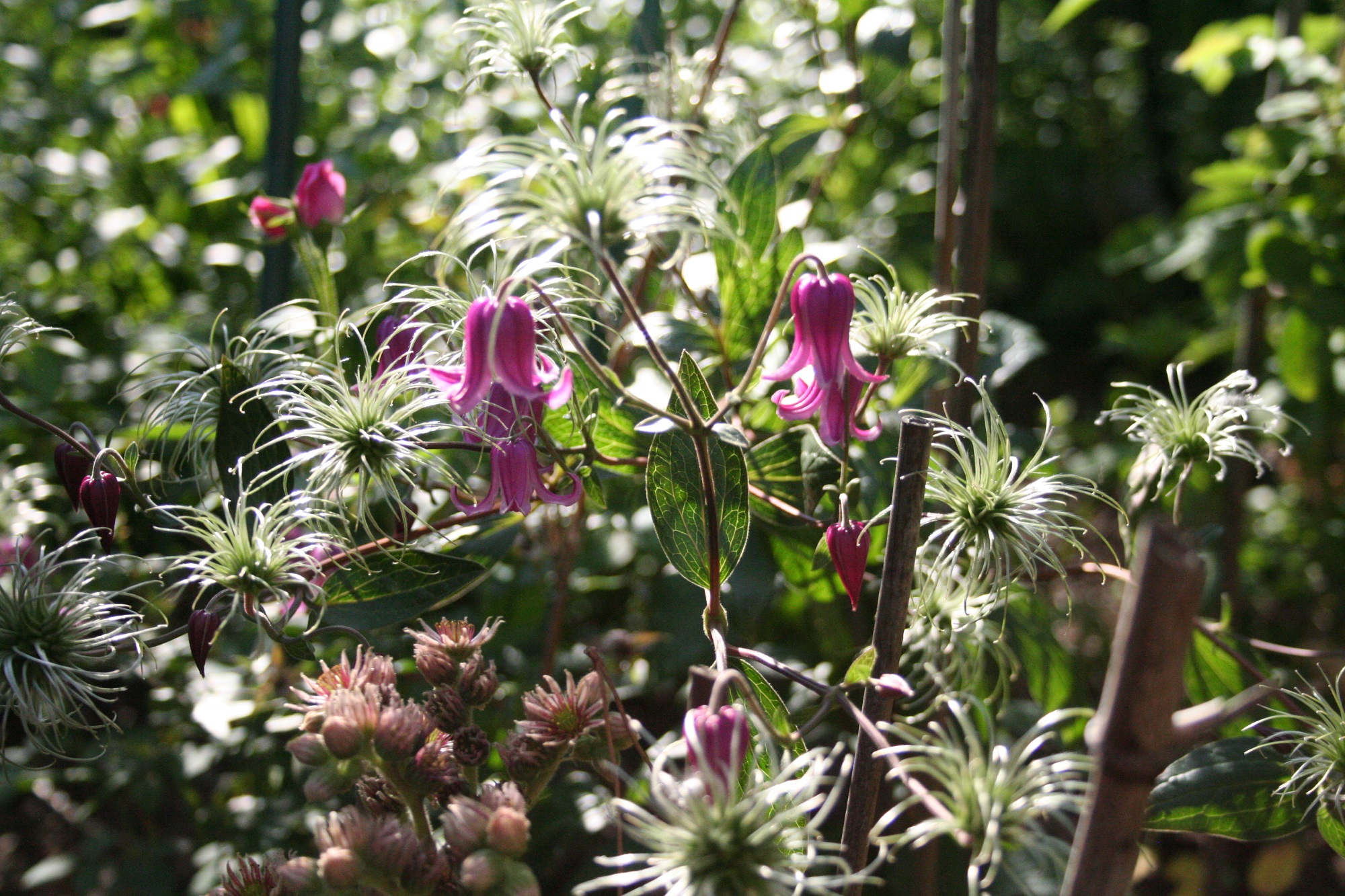
Clematis im Pfarrgarten Saxdorf (2011)
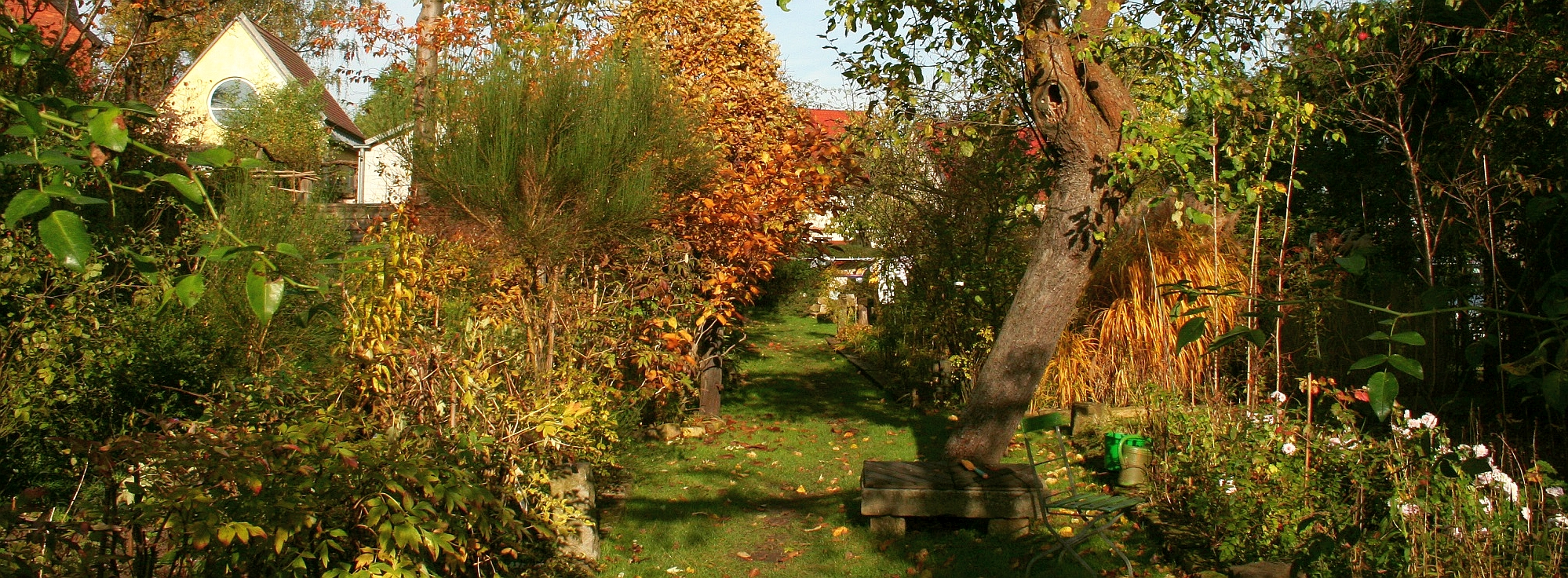
Herbstimpressionen im Pfarrgarten Saxdorf (November 2014)
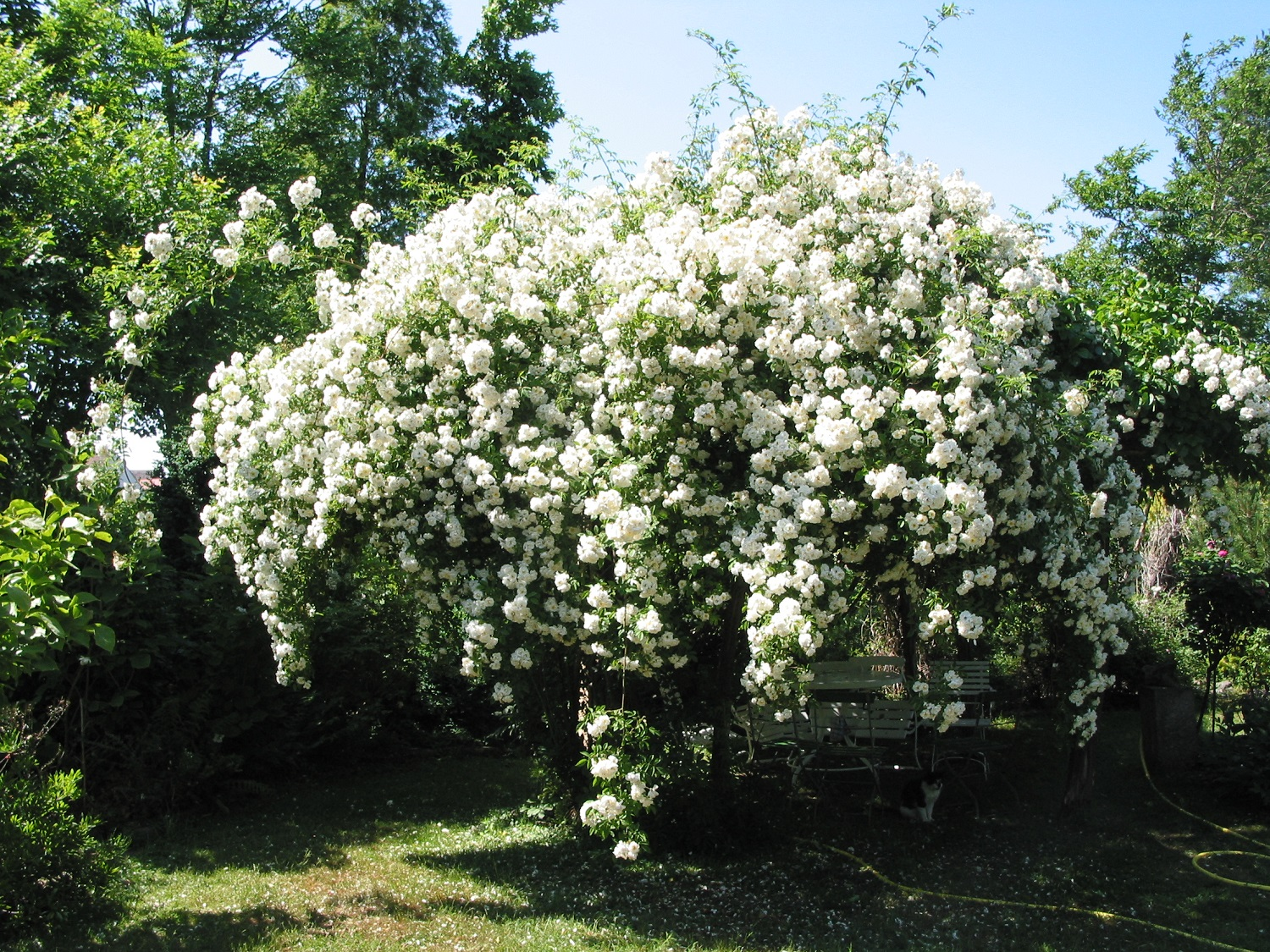
Rose Lykkefund im Pfarrgarten Saxdorf (Juni 2003)

## „Saxdorfer Musiksommer“ und andere kulturelle Veranstaltungen

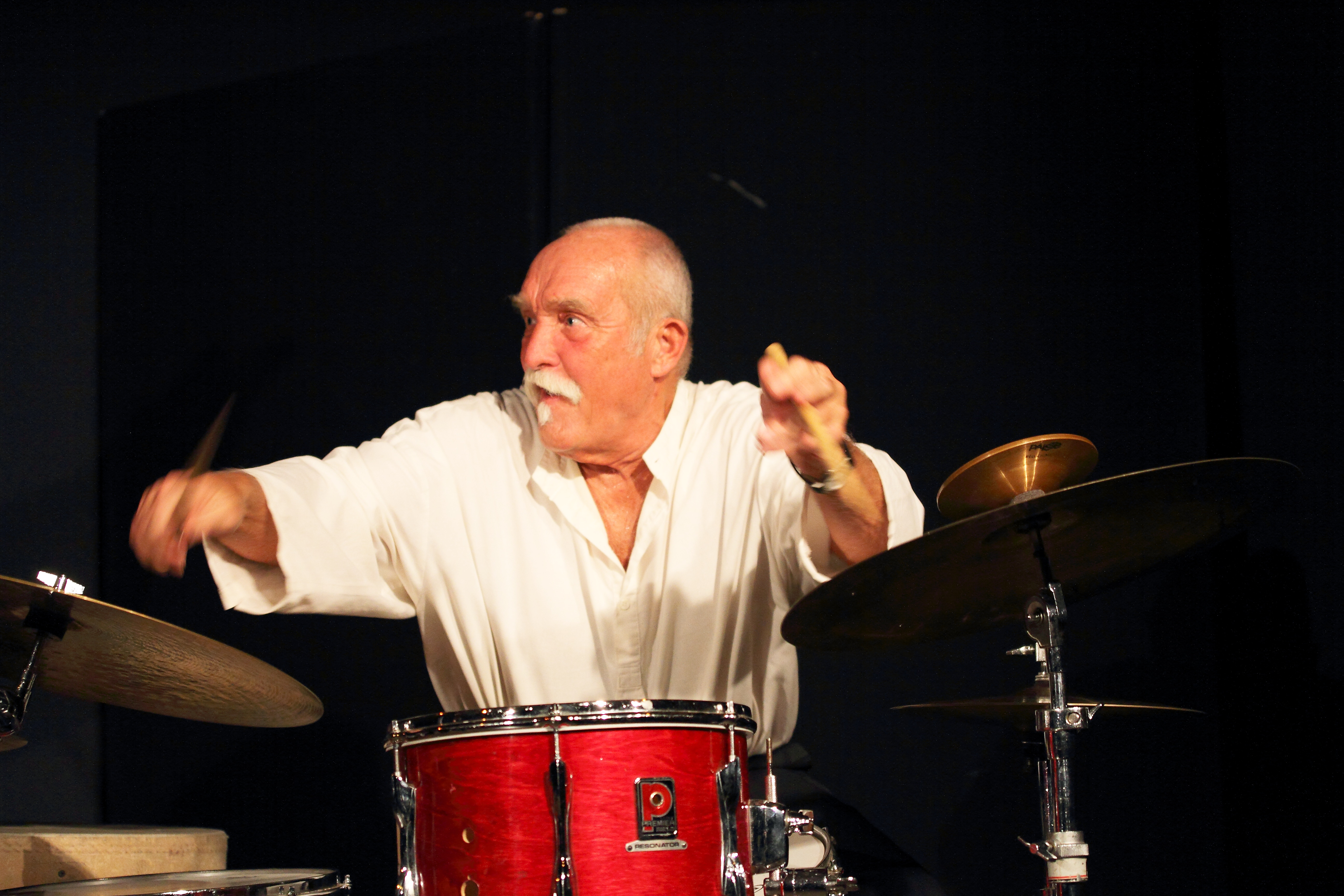
Günter Sommer (2018)
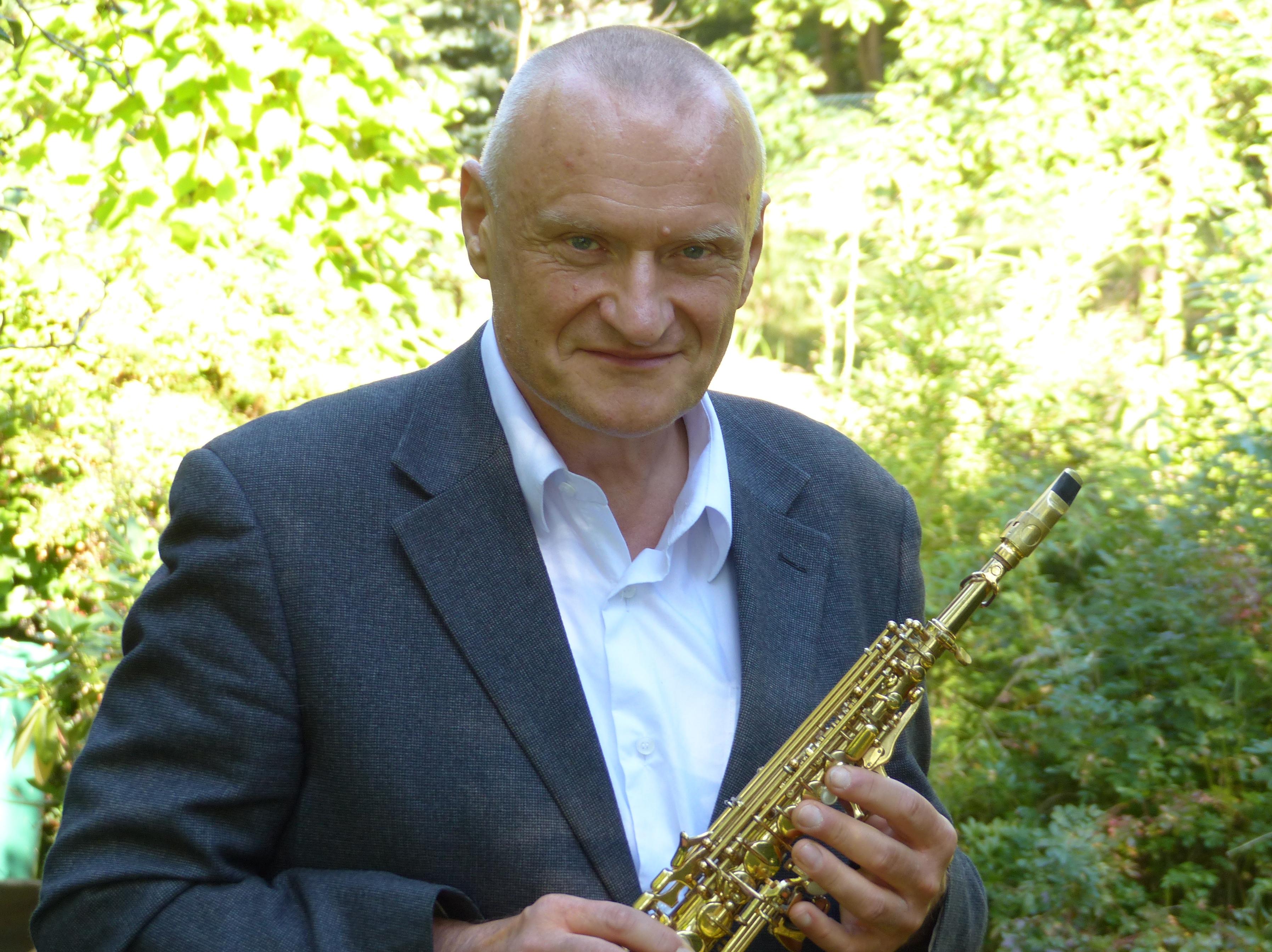
Dietmar Diesner (2016)

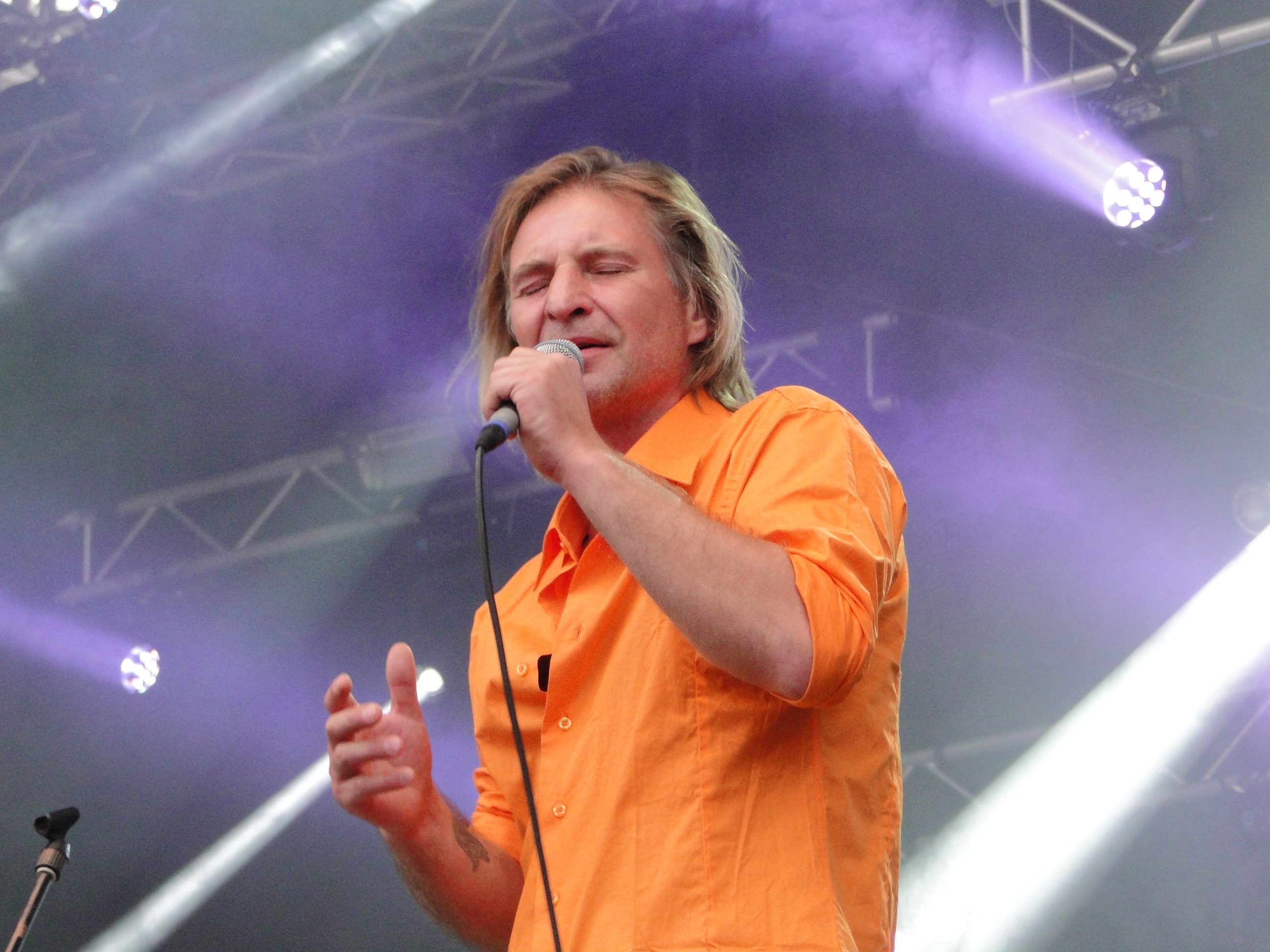
Dirk Zöllner (2013)
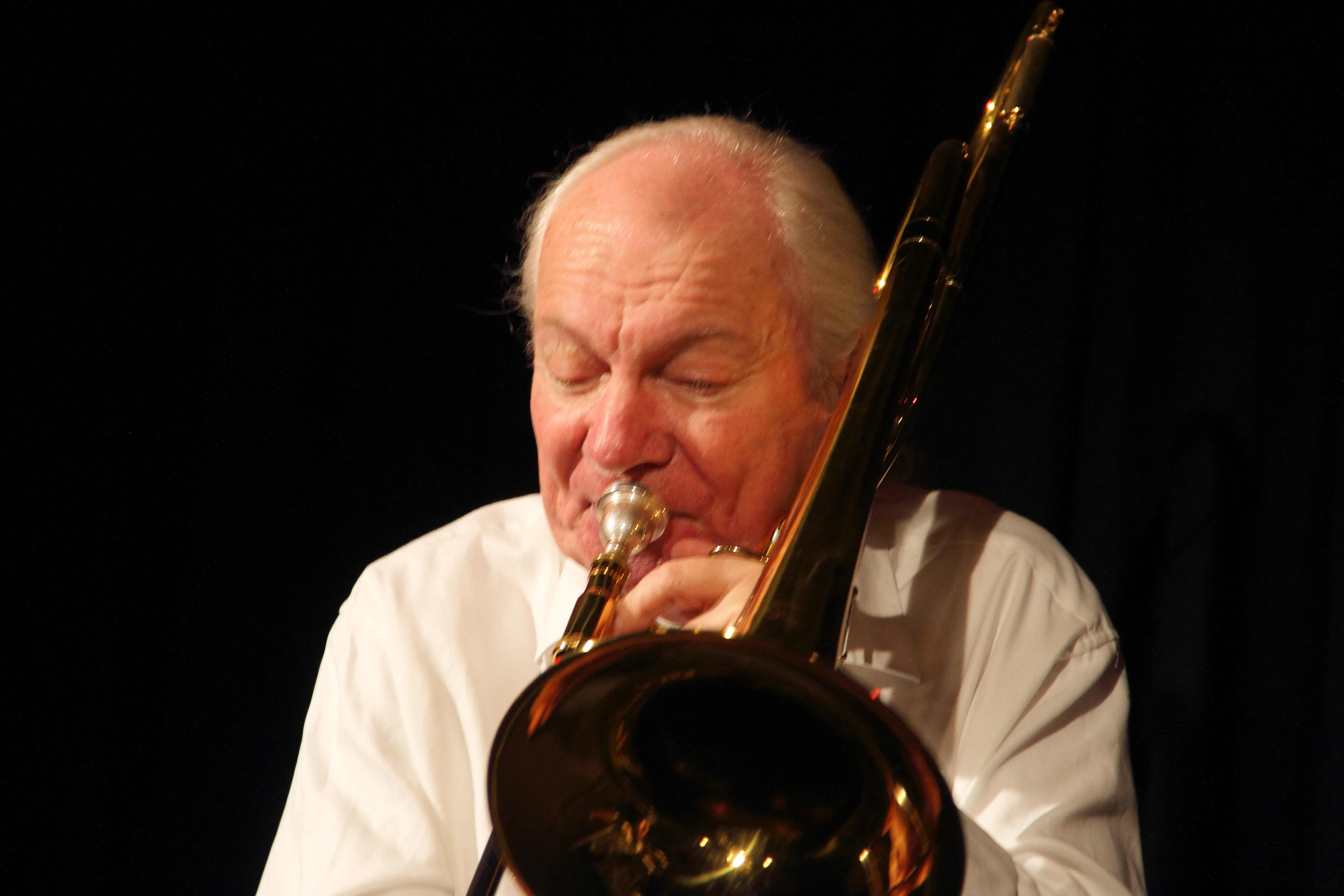
Conny Bauer (2018)

Die Kirche und der Pfarrgarten sind seit Jahrzehnten Mittelpunkt vieler kultureller Veranstaltungen. Seit 1974 finden hier regelmäßig die „Saxdorfer Sommerkonzerte“ statt, ursprünglich allerdings unter dem Deckmantel von in der Kirche stattfindenden Gottesdiensten. Denn Künstler aus der ganzen DDR trafen in Saxdorf zu sogenannten Pleinairs zusammen. „Es entstand so eine Freistätte, in der man Dinge tun, sagen und erleben konnte, die anderswo so nicht möglich waren und auch den Freiraum für eine besondere Lebensweise boten.“ Was letztendlich auch der Staatssicherheit (kurz Stasi) nicht verborgen blieb. Aus den obligatorischen Abschlusskonzerten entstand eine Konzertreihe, die heute unter dem Namen „Saxdorfer Musiksommer“ ein wichtiges kulturelles Standbein in der Region Elbe-Elster ist.
Ensembles, wie die bekannten Dresdner Vocalisten (Gesang), das Ensemble Amarcord (Gesang), der Leipziger Kammerchor und das Leipziger Saxtett (Gesang) waren in Saxdorf zu Gast. Häufig zeigen auch Musiker der Philharmonien in Dresden und Leipzig in Saxdorf ihr Können und die Liste der in den vergangenen über vierzig Jahren in Saxdorf aufgetretenen Kulturschaffenden und anderen Persönlichkeiten ist umfangreich. Einige von ihnen treten hier regelmäßig auf: Warnfried Altmann (Saxophon), Gert Anklam (Saxophon), Conny Bauer (Posaune), Gert Becker (Fagott), Anke Becker (Gambe), Trio Bravo (Jazz), Dietmar Diesner (Saxophon), Markus Hansel (Tenor), Stephan Hilsberg (Klavier), Marlis Jakob (Klavier), Silvia Kissig (Block), Stephan Lewandowski (Klavier), Hermann Naehring (Percussion), Johann Plietsch (Trompete), Günter Baby Sommer (Percussion), Sybille Specht (Mezzosopran), Klaus Sticken (Klavier), Juliane Tief (Gitarre), Hans Günther Wauer (Orgel), Dirk Zöllner (Gesang), Ilan Schneider (Violine), Ithay Khen (Violoncello), Markus Schlemmer (Klavier), Andreas Göbel (Klavier)
Aber auch Buchlesungen, Ausstellungen, Gartenfeste (Rosenfest, Bambusfest …) und Vorführungen im Rahmen des Internationalen Puppentheaterfestivals im Elbe-Elster-Land finden hier statt.
Am 26. Juli 2020 übertrug der Deutschlandfunk einen Gottesdienst aus dem Pfarrgarten Saxdorf. Die Predigt hielt Superintendent Christof Enders.

## Hauptakteure

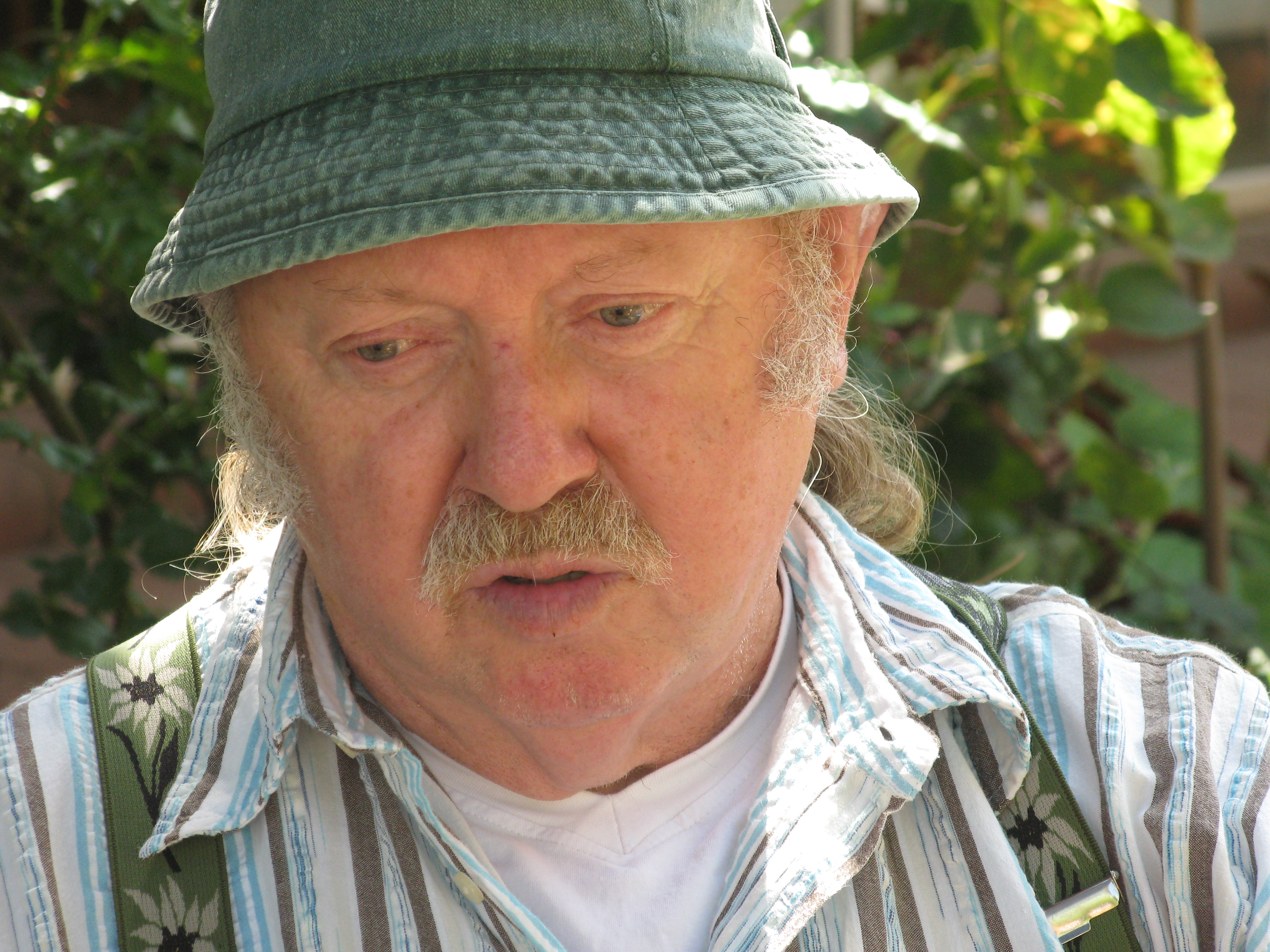
Hanspeter Bethke im Jahr 2009

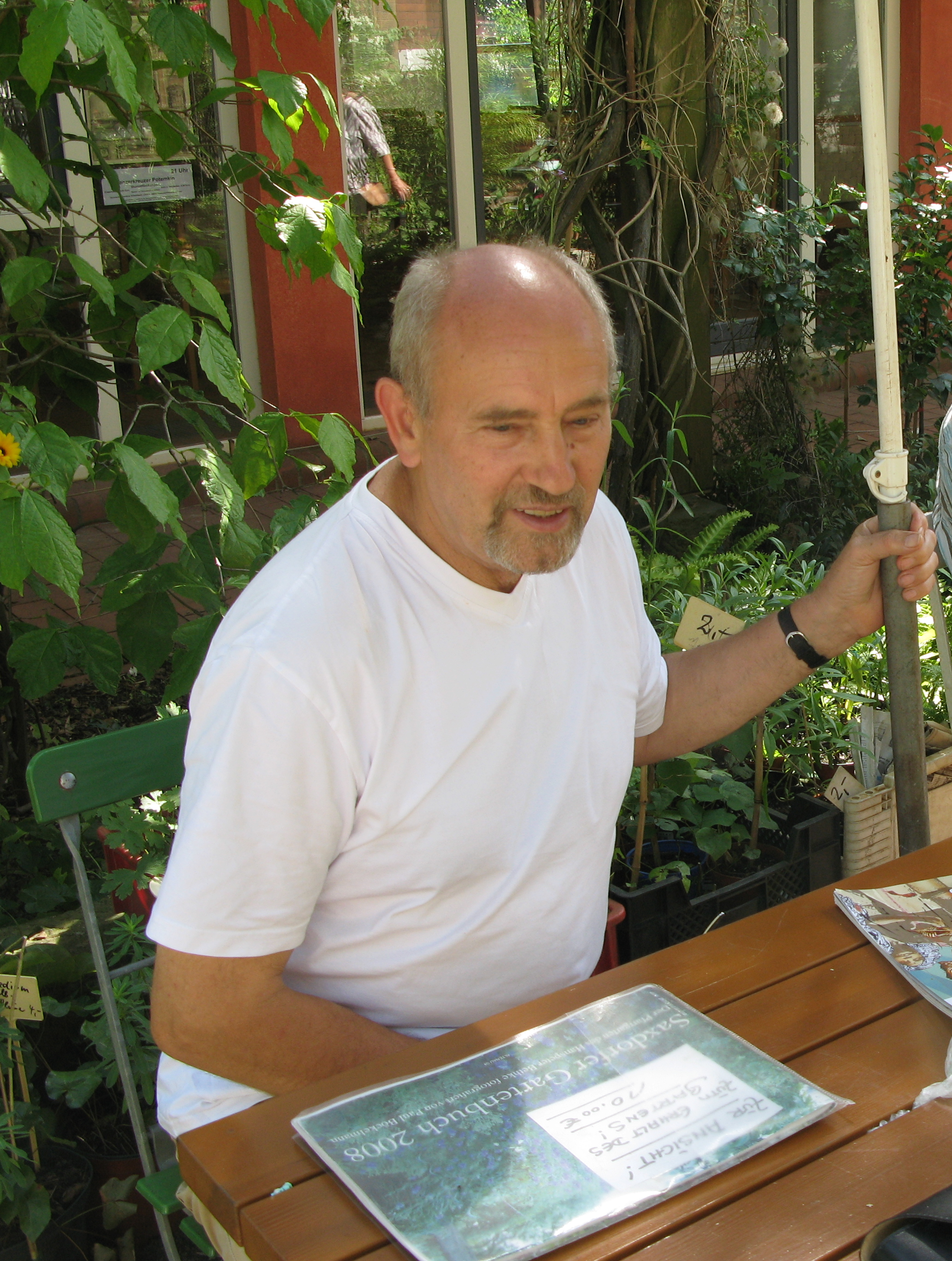
Karl-Heinz Zahn im Jahr 2009

- Hanspeter Bethke (* 1935 in Magdeburg, † 2018 in Saxdorf)

Der 1935 in Magdeburg geborene Künstler absolvierte von 1954 bis 1959 ein Studium am Institut für künstlerische Werkgestaltung Halle-Burg Giebichenstein. 1967 fand er Aufnahme in den Verband Bildender Künstler der DDR. Als Künstler wirkte er vor allem als Maler, Grafiker und Restaurator. Arbeiten von ihm befinden sich heute unter anderem im Kulturhistorischen Museum in Magdeburg und in Senftenberg. Größere Einzelausstellungen mit Werken Bethkes erfolgten unter anderem in den Orten Berlin, Bernburg (Saale), Dessau, Dresden, Erfurt, Greifswald, Halle (Saale), Leipzig, Lübbecke, Magdeburg, Merseburg, Middelhagen, Senftenberg, Suhl und Lutherstadt Wittenberg. Für sein künstlerisches Schaffen wurde er später öffentlich gewürdigt. So fanden anlässlich seines 75. Geburtstages im Jahre 2010 mehrere Ausstellungen seiner Werke statt. Der befreundete Künstler Paul Böckelmann initiierte ihm zu Ehren die Fotoausstellung „Zaubergarten“ in Altenau. Zwei Jahre später wurde Bethke außerdem der Kulturpreis des Landkreises Elbe-Elster verliehen und am 11. März 2017 die „Peter-Joseph-Lenné-Medaille“, welche er von der „Lenné-Akademie für Gartenbau und Gartenkultur“ verliehen bekam.
- Karl-Heinrich Zahn (* 1939 in Deutsch Pribbernow, † 2021 in Bad Liebenwerda[31])

Der in Pommern geborene Karl-Heinrich Zahn wuchs in Querfurt im Harzvorland auf. Von 1957 bis 1962 absolvierte er in Halle/Saale ein Theologiestudium und danach die praktische Ausbildung zum Pfarrer. Er übernahm 1967 als 27. Pfarrer seit der Reformation die Saxdorfer Pfarrstelle. Im Jahre 1999 bekam Karl-Heinrich Zahn für sein kulturelles Schaffen in Saxdorf das Bundesverdienstkreuz verliehen.

## Veröffentlichungen zum Thema